# No somos animales
Pour plus de détails, voir Fiche technique et Distribution.
No somos animales est un film américano-argentin sorti en 2013, réalisé par Alejandro Agresti,

## Synopsis
Un acteur d'Hollywood est lassé de faire toujours le même style de films et se déplace en Argentine pour obtenir un rôle plus significatif.

## Fiche technique
- Titre : No somos animales
- Titre en anglais : We're no animals
- Genre : comédie dramatique
- Réalisation : Alejandro Agresti
- Scénario : John Cusack, Kevin Morris, Paul Hipp et Alejandro Agresti
- Musique : Paul Hipp
- Production : Agustín Bossi, Pablo et Pol Bossi pour New Crime Productions et Pampa Films
- Photographie : Alejandro Agresti, Hans Bonato
- Durée : 90 minutes
- Pays de production :  États-Unis,  Argentine
- Année de sortie : 2013
- Date de sortie : 3 octobre 2013
- Langue originale : anglais, espagnol

## Distribution
- John Cusack : Tony Lovecraft
- Kevin Morris : Syd Kuliaky
- Paul Hipp : Rudy Maravilla
- Alejandro Agresti : Patrick Pesto
- Juana Viale : Conchita
- Romina Ricci : Rosita
- Pablo Bossi : Carlo Rossi
- Chloé Bello : traductrice
- Edda Bustamante : Adelina Sarmiento
- Luciana Salazar : Diva Serrano
- Pablo Ini : Buby Grossman
- Leticia Brédice : Dalmacia
- Mariel Gomez : Roberta (Little Budah)
- María Abadi : Olinda
- Norman Briski : Perez Vidal
- Mario Alarcón : Gonzalito
- Héctor Díaz : Pacheco
- Daniela Vargas : Jessica
- Al Pacino : l'agent